# Slechtvalk
Slechtvalk est un groupe néerlandais de folk, black metal et metal chrétien, originaire de La Haye. Auparavant chez Fear Dark Records, puis Whirlwind Records, le groupe enregistre quatre albums, un album partagé avec Kekal, un single et un DVD. 
Leur deuxième album, The War That Plagues the Lands, reçoit la deuxième place aux Lowland's Top 50 Metal Charts, et atteint la 60e place des « 100 meilleurs albums de metal chrétien de tous les temps » au HM Magazine. Le troisième album, At the Dawn of War, est publié en même temps que le DVD Upon the Fields of Battle, et un maxi-single pour Thunder of War. Leur dernier album du groupe à ce jour, A Forlorn Throne, est publié le 16 juillet 2010.

## Historique

### Falconry
Slechtvalk est au départ un projet solo initié en 1999 par le chanteur et guitariste Shamgar, également affilié à Ascension et à Mordax. Le projet s'appelait auparavant Dommer (entre 1999 et 2000), avant que Shamgar jette son dévolu sur Slechtvalk, qui signifie faucon pèlerin en néerlandais.
Son premier album, Falconry, est enregistré en 2000 par l'ancien label d'enregistrement Fear Dark Records, qui a travaillé aussi avec des groupes tels qu'Eluveitie, Immortal Souls, Kekal (en) et Sympathy. Falconry reçoit un accueil très favorable, et des magazines de metal hollandais tels Aardshock interviewent Shamgar, ce qui le met en position de former un groupe. Il est rejoint par la chanteuse soprano Fionnghuala, le chanteur folk et guitariste rythmique Othar (également membre du groupe de folk metal Heidevolk), le bassiste Nath, le batteur Grimbold, le claviériste Sorgier et la danseuse Mealla.

### The War that Plagues the Lands
En 2002, Slechtvalk enregistre son deuxième album, The War that Plagues the Lands. En tant que lancement pour cet enregistrement, ils sortent un CD partagé avec Kekal, un groupe Indonésien également chez Fear Dark,. Ce second album est également bien reçu par la critique, et HM Magazine le nomme « 60e sur ses 100 meilleurs albums de metal chrétien entre tous. »

### At the Dawn of War

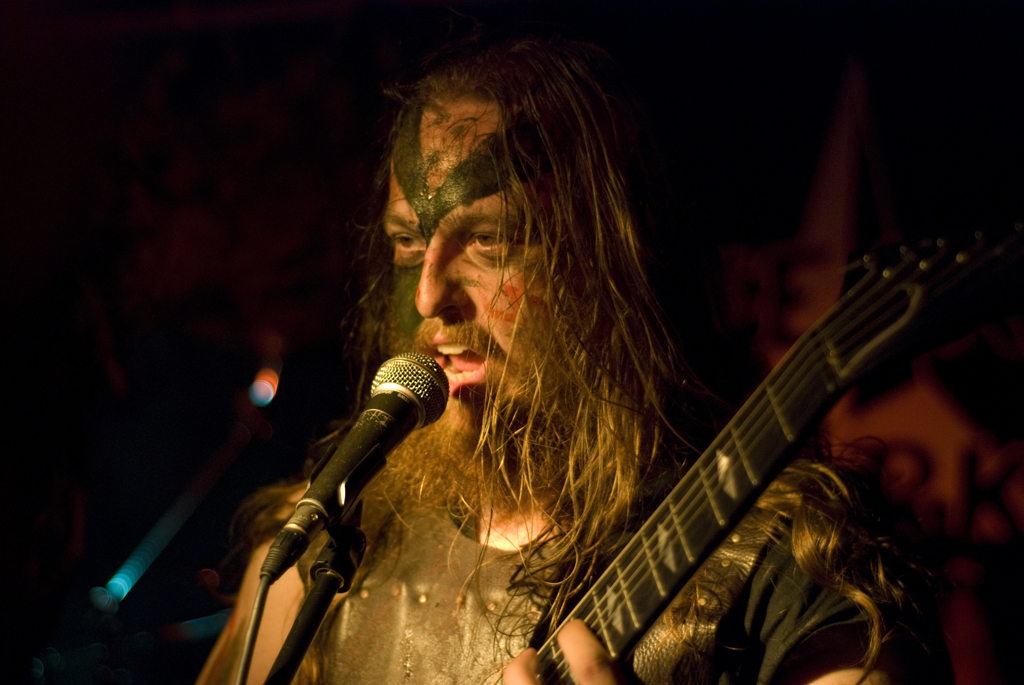
Slechtvalk en concert en 2008.

En 2005 sort le troisième album de Slechtvalk, At the Dawn of War, marqué par un son plus symphonique ainsi que plus d'influences tirées du folk metal. Le groupe intègre également plus de thèmes guerriers et fantastiques à leur jeu scénique, et les membres commencent à se déguiser en guerriers médiévaux pour les concerts, avec maquillage sanglant et peinture de guerre. La même année, le groupe sort un DVD live, Upon the Fields of Battle, filmé au Club Hedon Zwolle, à Zwolle au centre des Pays-Bas. Ils enregistrent également un clip vidéo pour le titre Thunder of War (aussi enregistré en maxi-single), qui passe sur des chaînes de télévision musicales locales comme MTV. Le groupe entame une tournée à travers plusieurs pays d'Europe en compagnie du groupe Frosthardr.
Au début de 2006, le groupe est rejoint par le frère de Grimbold, Seraph, en tant que guitariste, Othar ne pouvant plus jouer à cause d'une blessure chronique au poignet. En juillet la même année, Fionnghuala quitte le groupe, afin de se consacrer à sa carrière classique. Slechtvalk commence l'écriture de nouveaux morceaux, et annonce que leur musique va adopter une approche plus technique et brutale.
En février 2007, le bassiste Nath ne figure plus dans la formation : Othar, guéri, reprend la basse. Fin 2007, Hydrith, qui assurait le clavier depuis les débuts du groupe, annonce son départ pour se consacrer à sa famille. Slechtvalk se produit désormais sans clavier (jouant désormais des morceaux plus extrêmes), ou alors avec des musiciens additionnels.

### A Forlorn Throne
En avril 2009, le groupe change de label et signe avec Whirlwind Records, basé en Allemagne. En octobre de la même année, Whirlwind fait paraître une compilation intitulée An Era of Bloodshed, comportant des morceaux déjà parus du groupe, ainsi que deux titres inédits. Nath, renommé Premnath, réintègre le groupe au clavier. Slechtvalk se prépare à une tournée européenne pour la promotion de leur album suivant, et demandent une aide financière à leurs fans pour cette tournée, par le biais du site internet SellaBand.com. 
Fin 2009, le groupe part au Studio Mega, en Suède, accompagné du producteur Johan « La Fourmi » Örnborg, afin d'enregistrer leur quatrième album intitulé A Forlorn Throne. Cet album est mixé par Jens Bogren de Fascination Streer, et le design de la pochette ainsi que le nouveau logo sont réalisés par Raymond Swanland. A Forlorn Throne est publié à la fin de 2010.

### Where Wandering Shadows and Mists Collide
À la fin de 2014, le groupe lance un don de financement pour l'enregistrement d'un nouvel album. Leur album, mixé par Lasse Lammert de LSD-Studio à Lübeck, en Allemagne, entre mars et juillet 2015, est prévu pour octobre ou novembre 2015. En septembre 2015, cependant, la date de sortie est repoussée à janvier 2016. Au début de 2016, le groupe révèle le titre de son nouvel album, Where Wandering Shadows and Mists Collide, ainsi qu'une bande-annonce. En février 2016, le HM Magazine classe Where Wandering Shadows and Mists Collide 16e des 25 albums les plus attendus de 2016.

## Membres

### Membres actuels
- Shamgar - tous les instruments (1999-2002), chant principal, guitare rythmique (depuis 2002)[1]
- Premnath – basse (2002-2010), clavier (depuis 2010)[1]
- Ohtar – basse, chœurs (2002-2011), chant (depuis 2011)[1]
- Grimbold – batterie (depuis 2002)[1]
- Seraph – guitare (depuis 2010)[1]
- Dagor – basse  (depuis 2011)[1]

### Anciens membres
- Hydrith – clavier[1]
- Sorgier – clavier (2002-2010)[1]
- Fionnghuala – chant soprano (2002-2010)[1]

### Membre live
- Mealla – figuration (danse) (2002-2010)[1]

## Ouvrage
- (en) Vincent Meelhuysen, The Encyclopedia of Dutch Black Metal, Rotterdam, 2004, 89–90 p.